# Iraq Petroleum Company
 (avril 2016).
Si vous disposez d'ouvrages ou d'articles de référence ou si vous connaissez des sites web de qualité traitant du thème abordé ici, merci de compléter l'article en donnant les références utiles à sa vérifiabilité et en les liant à la section « Notes et références ».
Iraq Petroleum Company (IPC) est une compagnie pétrolière fondée en 1912, sous le nom de Turkish Petroleum Company (TPC), pour l'exploitation pétrolière au Moyen-Orient notamment dans l'Empire ottoman qui contrôlait alors l'essentiel des territoires.
A sa création, les propriétaires étaient un groupe de grandes sociétés européennes : la Deutsche Bank, l'Anglo-Saxon Petroleum (en) (une filiale de Royal Dutch Shell), la National Bank of Turkey (en) (une entreprise britannique) et l'homme d'affaires arménien Calouste Gulbenkian. La force motrice derrière sa création était Gulbenkian et le plus grand actionnaire unique était l'Anglo-Persian Oil Company contrôlée par le gouvernement britannique, qui en 1914 détenait 50 % des actions.
L'implication des autorités allemandes, très présentes dans l'Empire ottoman avant la Première Guerre mondiale, permit l'utilisation du tronçon anatolien du chemin de fer Berlin-Bagdad. À l'issue de la guerre, les Français exigèrent cette participation comme butin de guerre, confirmé par l'Accord pétrolier, dans le cadre de la conférence de San Remo.
La Turkish Petroleum Company obtient une concession d'exploration de pétrole en 1925, en échange d'une promesse que le gouvernement irakien recevrait une redevance pour chaque tonne de pétrole extraite, mais la compagnie exploitait le pétrole à travers tout le Moyen-Orient, excepté le Koweït.
Cette compagnie détenait ainsi une concession sur la quasi-totalité du territoire de l'Irak, et prend le nom de Iraq Petroleum Company en 1929. Véritable État dans l'État, elle était quasiment le seul partenaire international de l'Irak, et fut nationalisée en 1971,.

## Histoire

### Création

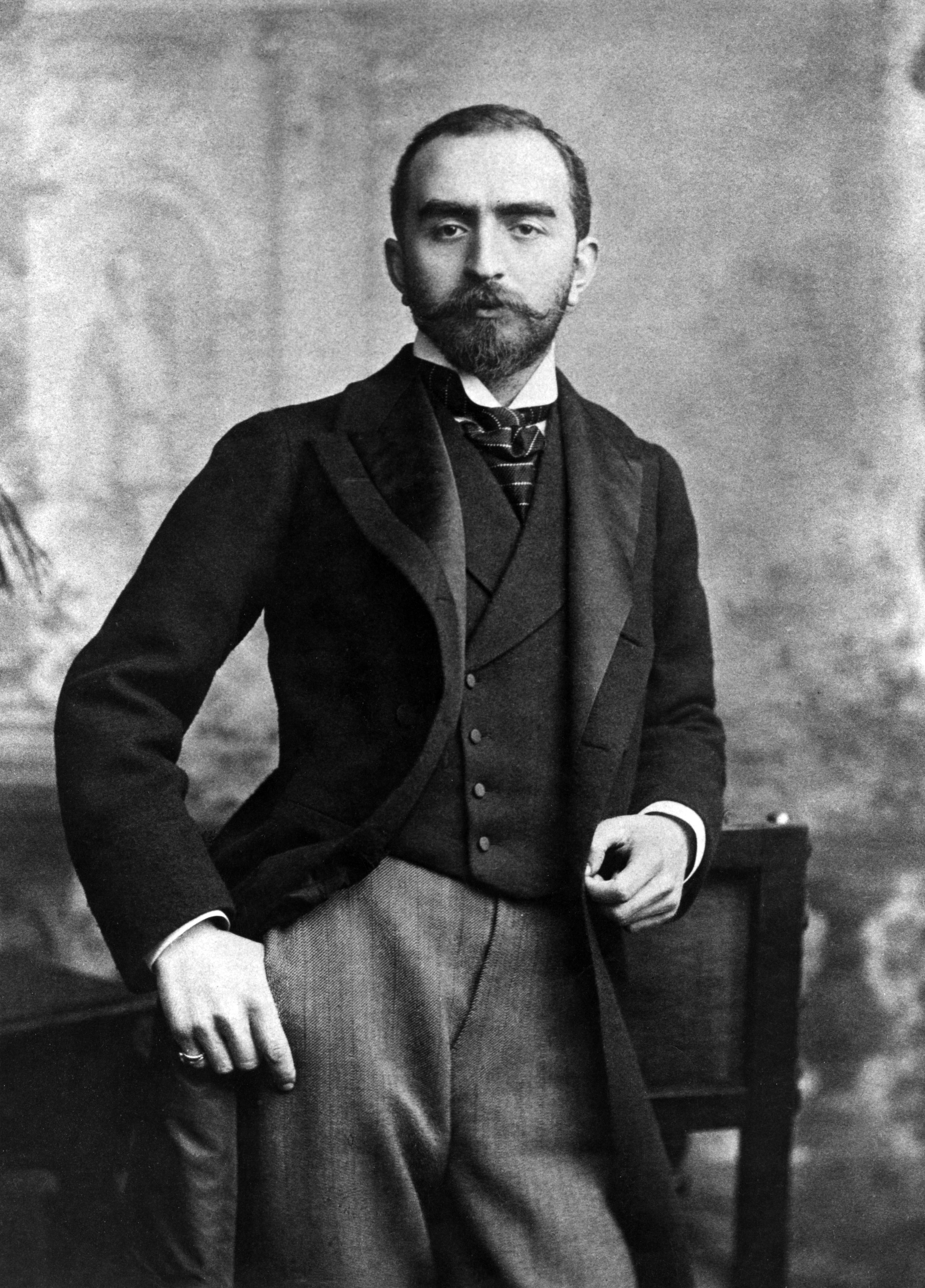
Calouste Gulbenkian

Au début du XXe siècle la Mésopotamie (aujourd'hui l'Irak) étant une possession ottomane, les premières négociations afin d'obtenir une concession d'exploration pétrolière se sont concentrées à Constantinople, la capitale de l'empire. Les premières banques et sociétés impériales allemandes, déjà impliquées dans la construction de la ligne ferroviaire Berlin-Bagdad, ont manifesté leur intérêt. Le 31 janvier 1911, dans une tentative de rapprocher les intérêts britanniques et allemands concurrents dans la région, une société britannique connue sous le nom d'African and Eastern Concessions Ltd est créée, dans laquelle la Deutsche Bank détenait 25 % en échange de leurs concessions ferroviaires et Calouste Gulbenkian 40 %. Les Allemands travaillant sur la ligne ferroviaire Berlin-Bagdad avaient découvert du pétrole avant la Première Guerre mondiale et les puits ont ensuite été exploités par l'armée britannique dans une capacité très limitée
Le 23 octobre 1912, cette société devient la Turkish Petroleum Company (TPC). L'objectif d'origine de la TPC était d'éliminer la concurrence parmi les partenaires et de devancer les chercheurs d'éventuelles concessions américaines. Le principal acteur dans la TPC était Gulbenkian (administrateur de la National Bank of Turkey), qui avait été sollicité par les intérêts bancaires britanniques à cause de ses connaissances et de sa capacité à influer sur les décisions du gouvernement turc. Ses capitaux de 5 % dans la TPC sont réputés avoir fait de lui l'homme le plus riche du monde pendant de nombreuses années, et furent à l'origine de son surnom, « Monsieur Cinq Pour cent »,.
L'établissement de la TPC n'élimina pas la rivalité parmi les actionnaires qui représentaient divers intérêts nationaux. Le Royaume-Uni avait un intérêt stratégique de longue date en Mésopotamie à cause de son emplacement vis-à-vis de l'armée britannique et des routes vers l'Inde. La décision du gouvernement britannique, avant la Première Guerre mondiale, de convertir la propulsion de sa flotte du charbon au pétrole augmenta encore l'importance de cette zone. Vers 1914, la Compagnie pétrolière anglo-perse, contrôlée par le gouvernement britannique, avait racheté 50 % des parts de la TPC et faisait pression sur le gouvernement turc pour qu'il accorde à la pétrolière anglo-perse une concession; mais la Première Guerre mondiale retarda les pourparlers.

### 1918-1948
La Première Guerre mondiale a révélé aux grandes puissances l'importance de garantir la sécurité de leurs ressources en pétrole. La conférence franco-britannique de San Remo en 1920 accorda un contrôle britannique permanent de toutes les compagnies établies, afin de développer le pétrole mésopotamien, mais elle alloua 20 % aux intérêts irakiens s'ils désiraient investir. La France réclama les parts allemandes de la TPC qui avaient été saisies comme propriétés de l'ennemi, et elle forma la Compagnie française des pétroles (CFP) pour maintenir les parts françaises dans la TPC. Les gouvernements italien et américain protestèrent contre leur exclusion. Après de longs et âpres échanges diplomatiques, les pétrolières américaines furent autorisées à racheter au sein de la TPC, bien que les pourparlers ne fussent achevés qu'en 1928,.
L'accession du Royaume-Uni à un mandat sur la Mésopotamie en 1920 (jusqu'à la création du royaume d'Irak en 1932) ne garantit pas à la TPC une concession exclusive. En utilisant la promesse d'une concession du gouvernement turc d'avant-guerre, la TPC entama des pourparlers pour en avoir une en 1921. Le contentieux portait beaucoup sur les 20 % de part de l'Irak sur toutes les compagnies d'exploitation pétrolière, condition qui fut stipulée lors de la conférence de San Remo. Au début des années 1920, la TPC regroupait presque entièrement des pétrolières qui ne voulaient pas de représentation ou d'interférence irakienne dans la gestion de la TPC. Elles réussirent à résister aux efforts irakiens de participer malgré la pression exercée par le gouvernement britannique afin d'accepter les actionnaires irakiens.

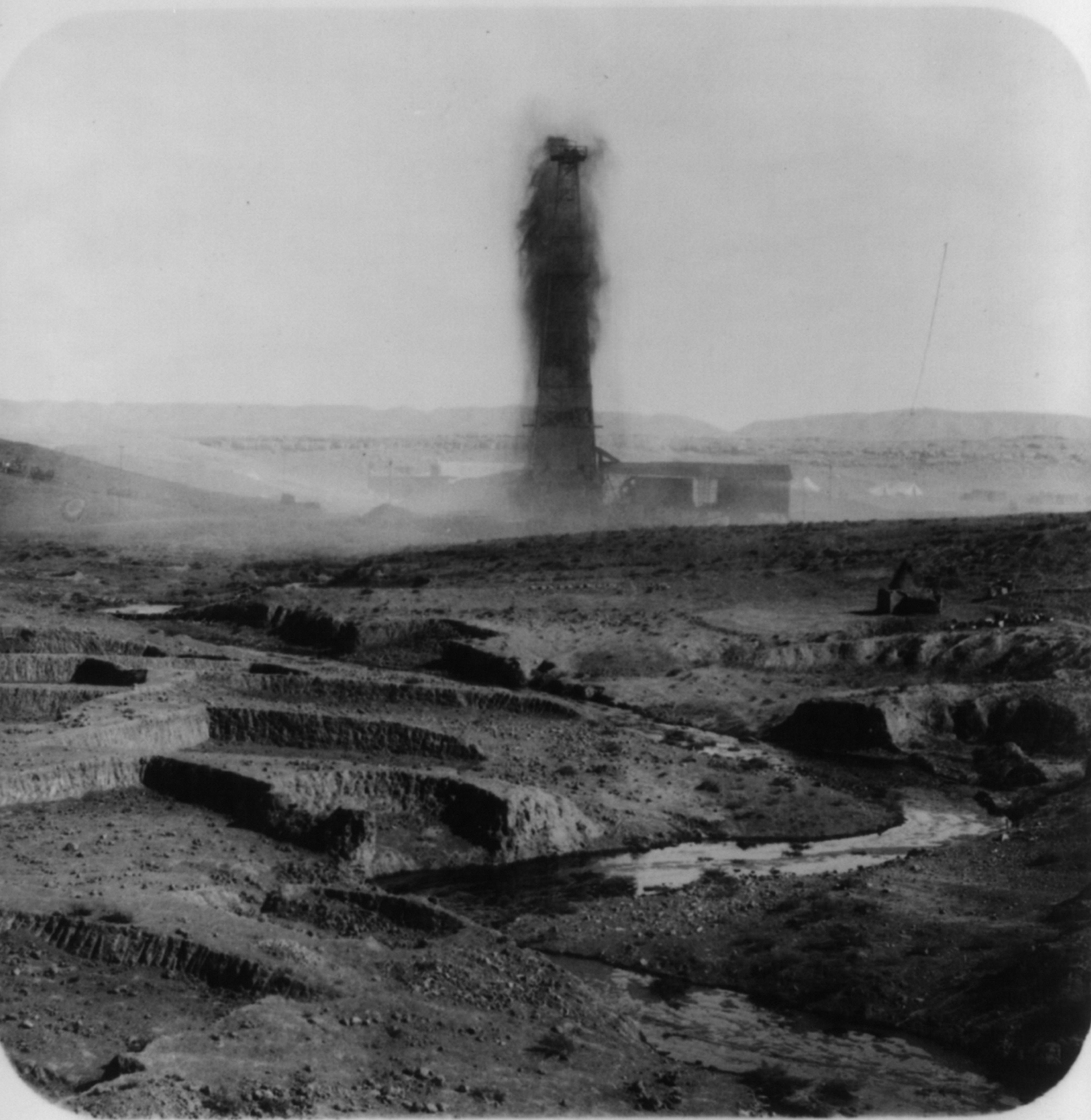
District de Kirkouk: un geyser de pétrole jaillissant avec un ruisseau de pétrole au premier plan, vers 1932.

La TPC obtint une concession en mars 1925. Dès sa mise en œuvre, de nombreux Irakiens se sentirent lésés. Elle devait durer soixante-quinze ans et couvrir vingt-quatre parcelles. Le gouvernement irakien devait recevoir des redevances à un taux uniforme par tonne, à être payées en livres sterling britanniques, mais avec une clause sur l'or pour se prémunir contre une dévaluation de la livre. Les paiements de royalties étaient liés aux profits des pétrolières, mais cette clause tomba en désuétude vingt ans plus tard seulement. Le gouvernement irakien usait du droit de taxer la TPC au même taux que celui fixé pour d'autres exploitations industrielles. La TPC devait construire une raffinerie pour satisfaire les besoins domestiques de l'Irak, et un pipeline pour l'exportation du pétrole brut. Le gouvernement irakien conservait le droit d'offrir d'autres parcelles pour l'exploration et le développement pétroliers, et la TPC ne fut pas exclue des appels d'offres sur ces parcelles supplémentaires.
La TPC commença le forage exploratoire après que la concession fut ratifiée par le gouvernement irakien. On découvrit du pétrole dans la proximité au nord de Kirkouk le 15 octobre 1927. De nombreuses tonnes furent déversées avant que l'on ait pu contrôler le puits. Cette indication de l'existence d'un champ pétrolifère large et de valeur se révéla bientôt être bien fondée.
La découverte de ce gisement prometteur accéléra les pourparlers en vue de la future composition et les fonctions de la TPC. Les actionnaires paraphèrent une entente officielle en juillet 1928. La pétrolière anglo-perse, le conglomérat Royal Dutch Shell, la CFP (Compagnie française des pétroles) et le NEDEC, Groupe de développement du Proche-Orient (qui défendait les intérêts de cinq pétrolières américaines d'importance) détiendraient respectivement 23,75 % des actions et Calouste Sarkis Gulbenkian, le reste, en parts non votantes, soit 5 %. La TPC fut formée en tant que compagnie sans but lucratif enregistrée au Royaume-Uni produisant du pétrole brut pour ses partenaires à un taux établi selon leur nombre d'actions. Il fut accordé à la pétrolière anglo-perse des paiements de redevance de 10 % sur le pétrole produit, dû à sa part réduite dans TPC.
Un irritant d'importance pour les pétrolières américaines résida dans un article inclus dans le texte lors de la réorganisation en 1914 stipulant que toute exploitation pétrolière dans l'Empire ottoman par n'importe quel actionnaire serait partagée par tous. Gulbenkian avait expressément insisté que cette mention figure à l'entente de telle façon que les pétrolières ne pourraient pas écarter ses propres intérêts en créant d'autres compagnies sans sa propre participation. Cette stipulation, également reconduite lors de la réorganisation de 1928, hérita du nom d'accord de la ligne rouge, leur interdisant d'exploiter pour leur propre compte à l'intérieur du maintenant défunt Empire ottoman. Cette « ligne rouge » empêcha effectivement les États-Unis et les autres partenaires de la TPC d'obtenir de nouvelles concessions et de se livrer à des exploitations de gisement pétroliers dans la plus grande partie du golfe Persique et ce jusqu'à la fin de la Deuxième Guerre mondiale.

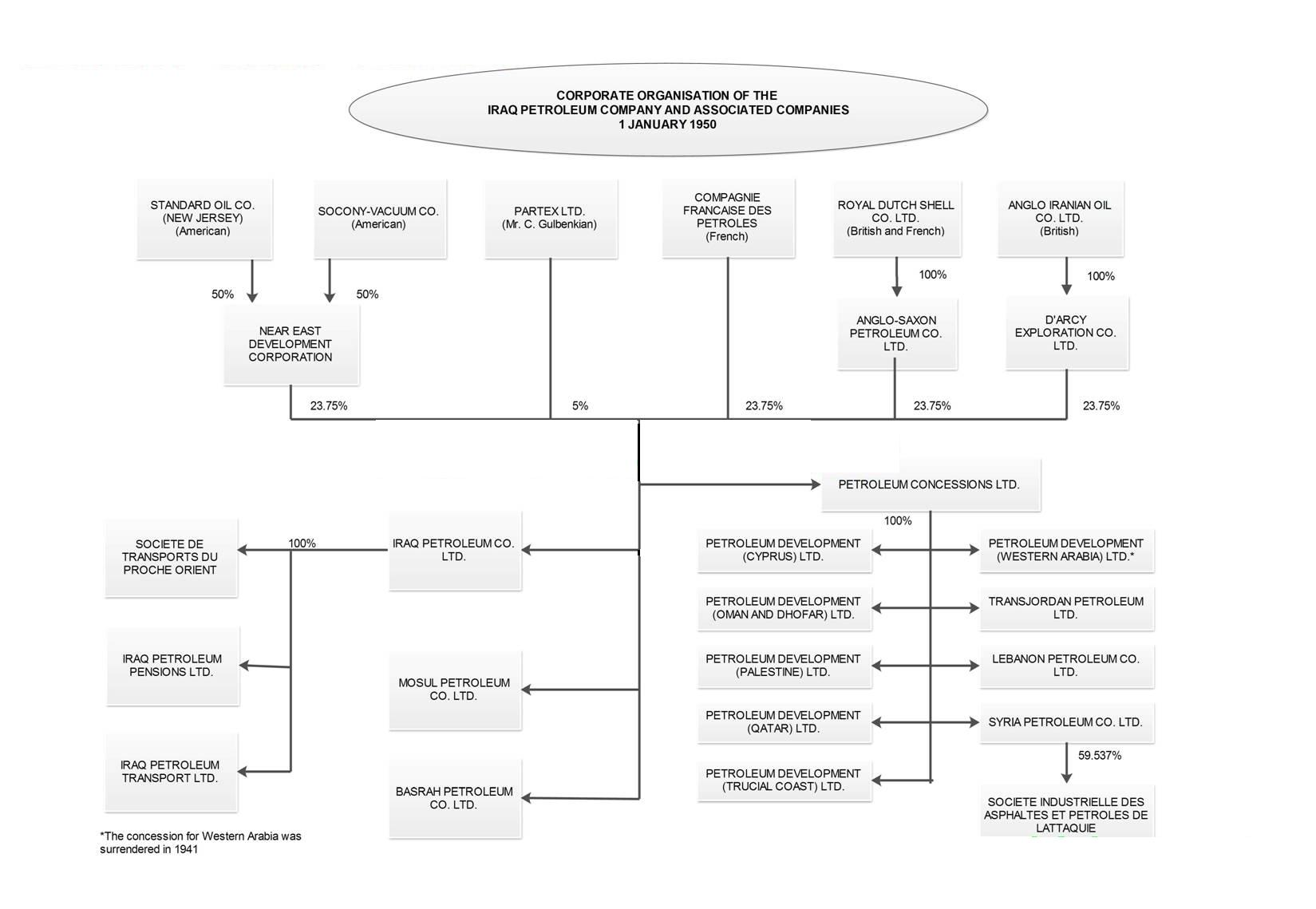
Structure de la compagnie

En 1929 la TPC fut rebaptisée Compagnie pétrolière d'Irak (Iraq Petroleum Company). IPC regroupait alors des pétrolières aux intérêts divers et parfois même en opposition. La compagnie Anglo-persienne et la compagnie Standard Oil du New-Jersey (alias Esso qui deviendra plus tard Exxon), par exemple, avaient accès à du pétrole brut à l'extérieur de l'Irak, et souhaitaient de la sorte conserver en réserve les gisements irakiens. La CFP et d'autres pétrolières à l'inverse exigeaient une exploitation rapide des puits de pétrole irakiens afin d'augmenter leur stocks déficitaires en pétrole brut.

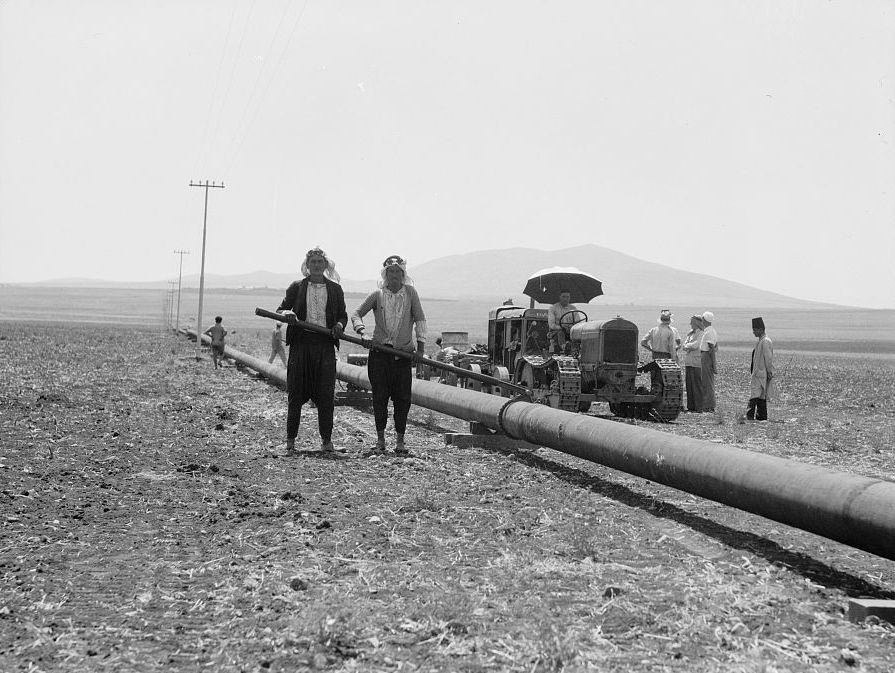
Des collaborateurs de l'IPC soudant des tuyaux ensemble sur le tronçon d'Esdraelon dans les années 1930.

Les partenaires d'IPC retardèrent malgré tout l'exploitation des champs irakiens, et la concession fut ainsi résiliée car les pétrolières firent défaut de rencontrer certains objectifs, tels la construction de pipelines et d'installations portuaires. La concession d'IPC fut l'objet de nouveaux pourparlers en 1931. Le nouveau contrat prévoyait une concession d'une durée de soixante - dix ans sur un territoire élargi de 83 200 km2 complètement à l'ouest du fleuve Tigre. En contrepartie, cependant, le gouvernement irakien exigeait de recevoir des paiements additionnels de royalties et obtenir des prêts, ainsi que la promesse qu'IPC compléterait la construction de deux pipelines vers la Méditerranée avant 1935.
Les autorités gouvernementales demeuraient embarrassées face aux intentions qui animaient IPC. Plusieurs autorités irakiennes étaient convaincues que celle-ci écartait du marché mondial le brut irakien en vue de créer une surenchère de leur propre pétrole produit ailleurs dans le monde. En 1932 l'Irak accorda donc une concession à la Compagnie d'exploitation pétrolière britannique (BDOC) pour un terme de soixante - quinze ans, créée par un groupe d'intérêts italiens et britanniques, offrant un territoire de 120 000 km2 à l'ouest du fleuve Tigre. Les conditions étaient nettement plus avantageuses pour le gouvernement irakien que celles des ententes précédentes. Le financement de BDOC s'avéra inadéquat, cependant, et la compagnie fut rachetée par IPC en 1941 et rebaptisée Compagnie pétrolière Mosul (MPC). Les partenaires de IPC consolidèrent de nouveau leur monopole lorsqu'ils acquirent les droits de concession du sud de l'Irak et en 1938 implantèrent la Compagnie pétrolière Basrah (BPC) filiale entièrement sous leur contrôle pour exploiter cette région.

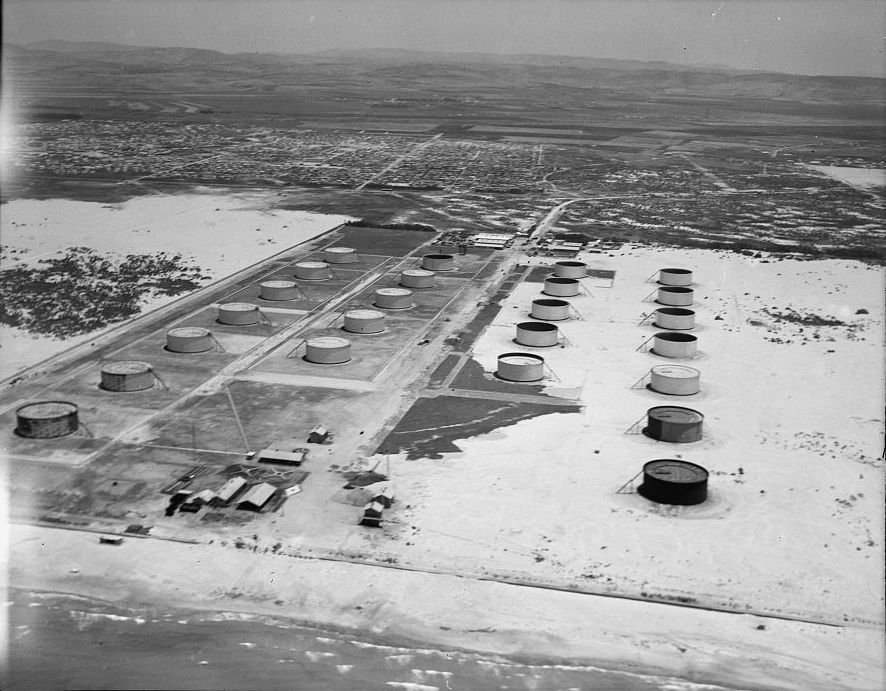
Réservoirs de pétrole de l'IPC à Haïfa.

Irak en 1945

L'acheminement demeura un problème majeur au succès de l'exportation du pétrole irakien. En rejoignant IPC après la Première Guerre mondiale, la France voulait que l'oléoduc transite par la Syrie sous mandat français jusqu'aux installations portuaires méditerranéennes de Tripoli au Liban alors que les Irakiens et les Britanniques préféraient un port pétrolier à Haïfa, en Palestine. En 1934, le pipeline irakien emprunta un tracé partant des champs pétrolifères de Kirkuk jusqu'à Al Hadithah, de là se divisa en deux, un embranchement se dirigeant vers Tripoli, et un autre embranchement vers Haïfa. En 1938, onze ans après la découverte de pétrole, le royaume d'Irak commença à en exporter des quantités importantes. La production irakienne chiffrait en moyenne 4 millions de tonnes par année jusqu'à la Seconde Guerre Mondiale, alors que des embargos sur la mer Méditerranée firent décliner brusquement la production.

### Après 1948
La branche sud de l'oléoduc de la Méditerranée, vers Haïfa, fut fermée temporairement pendant la guerre anglo-irakienne de 1941 puis définitivement pendant la guerre israélo-arabe de 1948-1949. La branche nord, vers Tripoli, subit les contrecoups de la crise de 1958 au Liban puis de la guerre civile libanaise de 1975-1990 ; détournée vers Banias en Syrie, elle cessa son activité en 1980 lors de la rupture entre la Syrie et l'Irak du fait de la guerre Iran-Irak.
Si l'IPC a officiellement cessé ses activités, elle reste, en théorie, encore active à travers l'une de ses sociétés associées, l'Abu Dhabi Petroleum Company (ADPC), anciennement Petroleum Development (Trucial Coast) Ltd, qui a continué avec l'actionnariat initial intact jusqu'en janvier 2014. L'ADPC détient toujours 40 % de la concession onshore à Abu Dhabi, dont la majorité est détenue à 60 % par l'Abu Dhabi National Oil Company (ADNOC) au nom du gouvernement d'Abu Dhabi. Les opérations sont effectuées par la société d'exploitation locale (Abu Dhabi Company for Onshore Oil Operations (ADCO)) détenue conjointement par l'ADNOC et les actionnaires d'ADPC : BP, Royal Dutch Shell, ExxonMobil, Total SA et Partex (en), reflétant ainsi la composition historique de l'Iraq Petroleum Company. La concession pétrolière terrestre d'Abu Dhabi a expiré en janvier 2014.

## Actionnariat
Au 23 octobre 1912, à la création de la compagnie, les propriétaires étaient :
- 50 % : National Bank of Turkey (en) (détenue par des investisseurs britanniques)
  - dont 15 % pour Calouste Gulbenkian
- 25 % : Deutsche Bank
- 25 % : Anglo-Saxon Petroleum (en) (détenue par la Royal Dutch Shell)

Le 19 mars 1914, un accord fut conclu au ministère britannique des Affaires étrangères : la part de Gulbenkian était réduite  répartie à parts égales entre Shell et l'Anglo-Persian Oil Company. Le capital fut porté de 80 000 à 160 000 actions ordinaires de 1 £ ; les nouvelles actions furent achetées par l'APOC, tandis que celles de la National Bank of Turkey furent réparties entre les deux parties restantes. Le conseil d'administration comptait désormais 8 membres (APOC : 4, DK : 2, Shell : 2).
- 47,5 % : Anglo-Persian Oil Company (future British Petroleum en 1954)
- 25 % : Deutsche Bank
- 22,5 % : Anglo-Saxon Petroleum (détenue par la Royal Dutch Shell)
- 5 % : Calouste Gulbenkian

Après la Première Guerre mondiale, conformément à l'accord conclu lors de la conférence de San Remo de 1920, l'État français a reçu la part de 25 % détenue par la Deutsche Bank dans le cadre de l'indemnisation des dommages de guerre. En 1924, la Compagnie Française des Pétroles est créée dont les actions sont y transférées le 28 mars 1924.
Après les découvertes dans le nord du pays, les négociations s'accélèrent sur la composition, le 31 juillet 1928, les actionnaires signèrent un accord de partenariat formel incluant la Near East Development Corporation (NEDEC) :
- 23,75 % : Anglo-Persian Oil Company
- 23,75 % : Compagnie française des pétroles
- 23,75 % : Anglo-Saxon Petroleum (détenu par la Royal Dutch Shell)
- 23,75 % : Near East Development Corporation (5 compagnies américaines)
- 5 % : Calouste Gulbenkian

En 1938, avant le début de la Seconde Guerre mondiale, Gulbenkian créa au Panama la holding Partex (en) Oil and Gas Corporation pour gérer ses actifs dans l'industrie pétrolière. Le nom est l'acronyme de Participations and Explorations. En 1955 il laisse dans son testament il est décédé en 1955 ses intérêts pétroliers et sa collection d'art à une fondation qui devait être basée à Lisbonne, au Portugal : la Fondation Calouste-Gulbenkian.